# Football Club Saxan Gagauz Yeri
Il Football Club Saxan Gagauz Yeri, meglio noto come Saxan, è una società calcistica moldava con sede nella città di Ceadîr-Lunga.
Milita in Liga 1, la seconda divisione del campionato moldavo.

## Storia
Il Saxan è stato fondato nell'estate del 2010, e nello stesso anno ha vinto il girone Sud della Divizia B, ottenendo così la promozione in Divizia A. La stagione 2013-2014 è stata davvero un successo per la società di Ceadîr-Lunga, che ha occupato a lungo il primo posto in classifica, vincendo il campionato con 4 giornate di anticipo, parte del merito fu anche dell'allenatore ucraino Volodymyr Ljutyj. Nella stagione 2014-2015 ha terminato al quinto posto in massima serie, ma, in seguito al fallimento del Tiraspol, ha preso il suo posto in Europa League, partecipando così per la prima volta nella sua storia a una competizione continentale. L'esperienza in Europa dura pochissimo, infatti i moldavi vengono eliminati al primo turno preliminare dai ciprioti dell'Apollōn Limassol, che si impongono per 2-0 sia all'andata che al ritorno.

## Statistiche

### Statistiche nelle competizioni UEFA
| Competizione                  | Partecipazioni | G | V | N | P | RF | RS |
| ----------------------------- | -------------- | - | - | - | - | -- | -- |
| Coppa UEFA/UEFA Europa League | 1              | 2 | 0 | 0 | 2 | 0  | 4  |

## Palmarès

### Competizioni nazionali
- Divizia A: 1

2013-2014